# Flawian II (patriarcha Antiochii)
Flawian II (zm. 518) – 35. patriarcha Antiochii; sprawował urząd w latach 498–512, święty Cerkwi prawosławnej i Kościoła katolickiego.

## Życiorys
Był patriarchą przyjaznym zwolennikom soboru chalcedońskiego. W 512 został obalony z urzędu przez przeciwnych soborowi biskupów. Zmarł w 518 na wygnaniu w Petrze. Jego imię jest wpisane do Martylologium Rzymskiego pod datą 4 lipca.